# David Brabec
David Brabec (* 11. května 1980 Plzeň) je český manažer, působí v Regionální filmové kanceláři Plzeňského kraje, od listopadu 2023 je členem Rady České televize.

## Život
Je dlouhodobě spojen s filmovými festivaly Finále Plzeň a Juniorfest, působí jako projektový manažer v Regionální filmové kanceláři Plzeňského kraje. Od počátku spolupracuje s festivalem Slavonice Fest, který v roce 2014 založil režisér a producent Ondřej Trojan a podílel se na pilotním ročníku festivalu Serial Killer v Brně, za jehož vznikem stojí producentka Kamila Zlatušková.
Během roku 2015 spolupracoval na produkci a organizaci programu projektu Plzeň - Evropské hlavní město kultury 2015. Od roku 2022 je členem Správní rady Plzeň 2015, z.ú. (Depo2015), navazujícím na projekt Plzeň - EHMK. Od roku 2019 je členem Správní rady nízkoprahového střediska Point 14, které poskytuje primární a následnou péči v sociální sféře a v problematice adiktologie a závislostí.
Patnáct let působil spolu s Janem Sojkou a Davidem Charvátem v plzeňském autorském souboru Antidivadlo, pro který napsal více než 30 písní a dramaturgicky se podílel na jeho tvorbě.
Na sklonku roku 2018 připravil v mázhauzu Plzeňské radnice výstavu o praprastrýci Josefu Beranovi "Josef kardinál Beran: Milostí Boží jsem, co jsem", která se následně dočkala stejnojmenné knižní podoby. Výstava i publikace byla těsně spjata s repatriací ostatků kardinála Berana z Vatikánu do České republiky do hrobky v prostorách Katedrály svatého Víta, Václava a Vojtěcha. Slavnostní mše k příležitosti návratu ostatků odpůrce totalitních systémů 20. století, kardinála Berana, se v roce 2018 nezúčastnil tehdejší prezident Miloš Zeman, který byl pozván na výroční sjezd KSČM, na kterém potvrdil své vystoupení a následně přednesl svůj projev.[zdroj?]
Inicioval vytvoření Dotačního programu Plzeňského kraje pro "Podporu tvorby audiovizuálních děl v Plzeňském kraji".
Dne 29. listopadu 2023 jej Senát PČR zvolil ve druhém kole volby členem Rady České televize, získal 42 hlasů od 73 přítomných senátorů. Nominovala jej Asociace producentů v audiovizi.
Je autorem básnických sbírek Mince zpod jazyka (ISBN 978-80-86446-72-1, Pro Libris, 2014) a Rozložené akordy (ISBN 978-80-88282-06-8, Pro Libris, 2019). Jeho soubor básní "Čtrnáct", který reflektoval Křížovou cestu Ježíše Krista byl zahrnut do sborníku "na dva západy" (H_aluze, 2010).